# Metanippononychus tomishimai
Metanippononychus tomishimai is een hooiwagen uit de familie Triaenonychidae.